# Ричардсон, Кевин Скотт
Кевин Скотт Ричардсон (англ. Kevin Scott Richardson; род. 3 октября 1971, Лексингтон, Кентукки) — американский музыкант, актёр театра и кино, певец, участник группы Backstreet Boys.

## Детство
Кевин Ричардсон родился 3 октября 1971 года в американском городе Лексингтоне (штат Кентукки) в семье домохозяйки Анны и пожарного Джеральда Ричардсона. У него есть 2 брата: Тим (старше на 4 года) и Джеральд-младший (старше на 7 лет).
Когда Джеральд получил работу управляющего летним лагерем, семья поселилась на ферме. Кевин учился в начальной школе округа Мёрсер, и средней школе округа Оулси. В старшей школе округа Эстилл Кевин посещал шахматный клуб и стал капитаном команды по американскому футболу. Он много играл в театре, включая роль в мюзикле «Пока, пташка» (англ. Bye Bye Birdie).

## Карьера
В 1991 году Кевин переехал в город Орландо. Он устроился на работу во «Всемирный центр отдыха Уолта Диснея», где познакомился с будущей женой Кристин Уиллитс, которая исполняла роль Белль из «Красавицы и Чудовища». Кевин работал тургидом, исполнял роли Черепашки-ниндзя и Аладдина в театральных постановках. В то же время он играл роль итальянского гангстера в театре-ресторане. Также он стал квалифицированным инструктором по бальным танцам.
Весной 1993 года Кевин прошёл прослушивание в музыкальную вокальную группу Backstreet boys. В составе группы уже присутствовало трое друзей: Хауи Дороу, Эй Джей Маклин и Ник Картер. В поиске пятого члена группы Ричардсон позвонил своему двоюродному брату из Кентукки, с которым они в детстве пели в церковном хоре и на фестивалях. Следующим утром Брайан Литтрелл был уже в Орландо.

### Backstreet Boys
В начале карьеры группа не добилась успеха в Штатах, несмотря на популярность их первого сингла на радиостанциях города Орландо. Поэтому они решили попробовать свои силы в Европе, где их популярность стала набирать обороты. В середине девяностых Backstreet Boys стали одной из самых популярных групп в мире. В 2001 году группа были внесена в Книгу рекордов Гиннесса как самая коммерчески успешная подростковая вокальная команда всех времён. Кевин является coавтором и продюсером нескольких песен «Backstreet Boys. Одна из них, написанная в память об отце, умершем в 1991 году, дала название пятому альбому группы Never Gone» (с англ. — «Всегда рядом»).
23 июня 2006 года официальный сайт группы объявил об изменениях в составе:

После 13 лет того, что можно описать только как сбывшаяся мечта, я решил, что пришло время покинуть Backstreet Boys. Для меня это решение было очень трудным, но необходимым, чтобы начать новую главу своей жизни. Ховард, Брайан, Алекс и Ник всегда будут моими младшими братишками, я их очень люблю и всегда поддерживаю. Мне хотелось бы поблагодарить фанов Backstreet Boys за все прекрасные моменты, которые мы разделили вместе, я очень хочу включить вас в следующую фазу своей жизни. Я желаю моим братьям продолжения успеха и с нетерпением жду их нового альбома.
Оригинальный текст (англ.)After 13 years of what can only be described as a dream come true, I have decided that it is time to leave the Backstreet Boys. It was a very tough decision for me but one that was necessary in order to move on with the next chapter of my life. Howard, Brian, Alex and Nick will always be my little brothers and have my utmost love and support. I would like to thank the Backstreet fans for all the beautiful memories we have shared together and look forward to including you in the next phase of my life. I wish my brothers continued success and look forward to their new album.
— Кевин Ричардсон
Оставшиеся участники Backstreet Boys отказались искать замену и продолжили выступать в качестве «квартета. Большинство партий Кевина из старых песен перешли его коллеге Хауи Дороу. После ухода из группы певец несколько раз присоединялся к коллегам по сцене. Группа выпустила два альбома без Кевина: Unbreakable» (2007) и «This Is Us» (2009). 29 апреля 2012 года во время концерта NKOTBSB Tour в Лондоне группа объявила о возвращении Кевина Ричардсона в группу. Летом 2013 года состоялся релиз первого за 8 лет альбома группы в её полном составе In a World Like This, а ещё через 6 лет вышел альбом DNA, который впервые с 2001 года занял первое место по продажам в Америке.
Впоследствии Кевин рассказал, что решил вернуться в группу от внезапного осознания того, сколько удовольствия ему доставляет музыка.

### Актерская карьера
Во время перерыва в карьере группы Кевин принял участие в знаменитом бродвейском мюзикле «Чикаго». Актёр играл роль адвоката Билли Флинна на Бродвее в 2002 году и в Лондоне с 22 сентября по 1 ноября 2003 года. Продюсер «Чикаго» Барри Уайслер отметил, что «Кевин Ричардсон из Backstreet Boys… принес мне совершенно новую молодую аудиторию, которой у нас никогда не было прежде». За эту роль Кевин получил Приз зрительских симпатий премии Тони как «Лучший актёр на замене». После возвращения на театральную сцену Ричардсон понял, что скучает по актерскому ремеслу.
После ухода из группы Кевин стал заниматься на курсах актерского мастерства и снова вернулся к роли Билли Флинна. Он участвовал в гастрольных выступлениях «Чикаго» в Лондоне, Сан-Франциско, Питтсбурге, а также в Торонто с ноября по 3 декабря 2006 года и в Японии с 4 февраля по 4 марта 2007 года. Другие его работы в театре включают в себя такие постановки, как «Босиком по парку», «Пока, пташка», «Интимный разговор» и комедийная постановка в театре Acme.
В 2009 году актёр снялся в драме «У любви есть крылья» в эпизодической роли Сайруса Кейна. В 2011 году актёр получил премию Independent Vision Award за лучшую мужскую роль в независимом фильме «Кулинарный клуб» (англ. The Casserole Club). В 2012 году ожидается выход мюзикла «Проклятый прощенный» (англ. Bloody Indulgent), в котором Кевин снялся в главной роли.

### Другие проекты
Кевин работал моделью для итальянской компании Versace. В 1999 году Кевин стал «Самой сексуальной звездой мужского пола» по версии журнала People.
В 2005 году Ричардсон стал музыкальным продюсером для фильма «Подъем!» (англ. Rize), и принимал участие в создании саундтрека к мультфильму «Медведь-призрак» (англ. The Spirit Bear) в 2008 году.
Кевин участвовал в создании книги под названием «Кэби — медведь, дружественный Земле» (англ. Keby, the Earth-Friendly Bear), просвещающей детей в вопросах охраны окружающей среды. Книга с |предисловием под авторством Ричардсона вышла в октябре 2009 года.
В 2011 году певец работал над сольным альбомом под названием Cover Story' , который планировался к выходу на 2012 год, но в итоге остался невыпущенным.

## Личная жизнь

### Благотворительность
В память о своём отце, который умер 26 августа 1991 года от рака в возрасте 49 лет, Кевин организовал фонд, который занимался исследованием взаимосвязи между заболеванием раком и экологической обстановкой. Он использовал инициалы отца в названии фонда Just Within Reach. «Я уверен, что есть связь между окружающим нас миром и этим заболеванием. Чем менее токсичную пищу, воду и воздух мы будем употреблять, тем меньше у нас будет риск заболевания раком», — считает музыкант.

### Отношения
В 19 лет Кевин был обручен с девушкой по имени Элизабет, отношения вскоре закончились.
В феврале 2000 года на MTV было объявлено о помолвке Ричардсона с Кристин Кэй Уиллитс — танцовщицей и актрисой, с которой встречался в течение восьми лет.  Свадьба состоялась 17 июня 2000 года в Кентукки. У пары 2 сыновей: Мейсон Фрей (родился 3 июля 2007 года) и Максвелл Хэйз (р. 10 июля 2013 года).

## Фильмография
| Год  |    | Русское название           | Оригинальное название      | Роль                            |
| ---- | -- | -------------------------- | -------------------------- | ------------------------------- |
| 1991 | ф  | Моя девочка                | My Girl                    | водитель машинки на аттракционе |
| 1998 | с  | Сабрина — маленькая ведьма | Sabrina, the Teenage Witch | в роли самого себя              |
| 2002 | мс | Артур                      | Arthur                     | в роли самого себя              |
| 2009 | ф  | У любви есть крылья        | Love Takes Wing            | Сайрус Кейн                     |
| 2011 | ф  | Распутанный                | Unwound                    | Адам                            |
| 2011 | ф  | Кулинарный клуб            | The Casserole Club         | Конрад Бейнбридж                |
| 2012 | ф  | Проклятый прощенный        | Bloody Indulgent           | Бёрт                            |